# حاجز الأنف
حاجز الأنف أو الوتيرة (بالإنجليزية:nasal septum) هو الجدار الذي يفصل جوف الأنف إلى قسمين متناظرين. يتركب من قسم غضروفي يشكله غضروف حاجز الأنف وقسم عظمي يشكله كل من الميكعة والصفيحة العمودية للعظم الغربالي. يغطى حاجز الأنف في كل جانب بمخاطية الأنف، ويدخل بجراحتها أي من استشاري جراحة الانف والاذن والحنجرة، أو استشاري الجراحة التجميلية فانه ينصح في حال وجود اعوجاج أو تغير بشكل الانف الخارجي والمؤثر على شكل المريض أن يترك لطبيب التجميل كامل المهمة، وفي أغلب الجراحات يطر أغلبية المتعافين منها للخضوع لعملية تجميلية أخرى لتحسين شكل الأنف وإزالة الاعوجاجات، لنتيجة مطمئنة ومرضية للمريض.

## صور إضافية

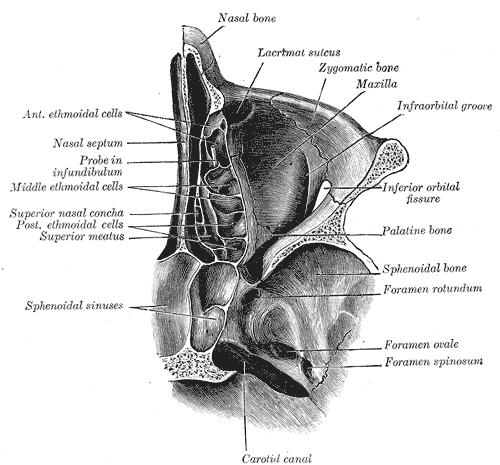
مقطع معترض في جوفي الأنف والحجاج.
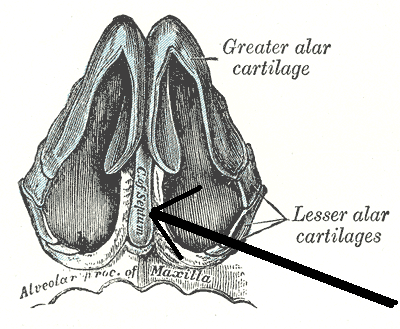
منظر سفلي لغضاريف الأنف.
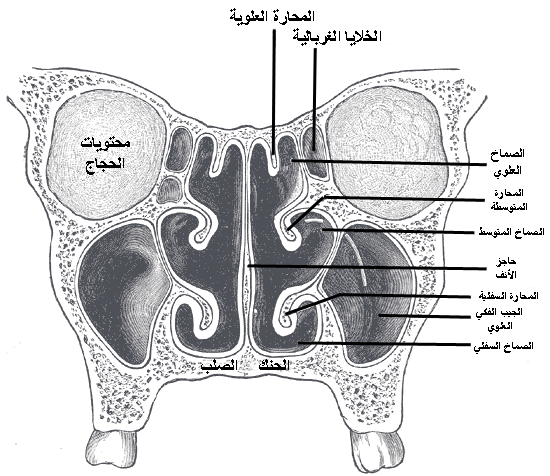
مقطع جبهي في جوفي الأنف.

## أسباب انحراف الحاجز الأنفي
- الامتداد أو النمو المفرط للخلايا الغضروفية وربما الخلايا العظميه في الانف مما يسبب بروز جزء في الحاجز سواء في الجهة اليمني أو اليسرى
- إصابة تعرض لها الشخص
- إصابة يتعرض لها الوليد
- تعاطي الكوكاين بشكل مفرط
- العيوب الخلقية

## أضرار انحراف الحاجز الأنفي
في أغلب الأحيان لا يسبب أضرار صحية بالغة ولكنه قد يسبب صعوبة في التنفس أو انسداد الأنف ونزيف متكرر ونوبات صداع